# Maria Miterlöserin
Maria Miterlöserin (lat. Coredemptrix) ist ein in Teilen der römisch-katholischen Kirche verwendeter Titel bzw. eine Anrufung für Maria, die Mutter Jesu, der den Glauben ausdrücken soll, dass sie auf einzigartige Weise am Erlösungswerk Christi teilnehme. Diese Anrufung wird oft in Verbindung mit der Anrufung Maria, Mittlerin der Gnaden gesetzt.

## Bedeutung
Die Vorstellung von Maria als Miterlöserin existierte schon sehr früh. Seit dem 15. Jahrhundert wird der Titel Co(n/r)redem(p)trix verwendet. Doch erst ab dem 19. Jahrhundert gab es eine größere theologische Auseinandersetzung mit diesem Begriff, die heute nicht zuletzt eine ökumenische Dimension hat.
Im Vorfeld des Zweiten Vatikanums plädierten etwa 500 Konzilsväter dafür, Maria als „Mediatrix“, und rund 50 dafür, sie als „Miterlöserin“ zu definieren. Das Konzil gebraucht in Lumen gentium 60 ff den Titel „Mittlerin“ bzw. spricht von einer „Mittlerschaft“ Marias. Johannes Paul II. gebraucht in Redemptoris Mater 38 die Bezeichnung „Mittlerschaft in Christus“. Im 20. Jahrhundert gab es des Weiteren erfolglose Bemühungen, durch Petitionen  an den Heiligen Stuhl die Verkündigung eines fünften marianischen Dogmas Maria Miterlöserin und Mittlerin aller Gnaden zu erreichen.